# Leoncillos
Leoncillos är en ort i Mexiko.   Den ligger i kommunen Tapachula och delstaten Chiapas, i den sydöstra delen av landet, 900 km sydost om huvudstaden Mexico City. Leoncillos ligger 14 meter över havet och antalet invånare är 899.
Terrängen runt Leoncillos är platt. En vik av havet är nära Leoncillos åt sydväst. Runt Leoncillos är det tätbefolkat, med 343 invånare per kvadratkilometer. Närmaste större samhälle är Puerto Madero, 5,5 km söder om Leoncillos. Trakten runt Leoncillos består till största delen av jordbruksmark.